# Balcarres House

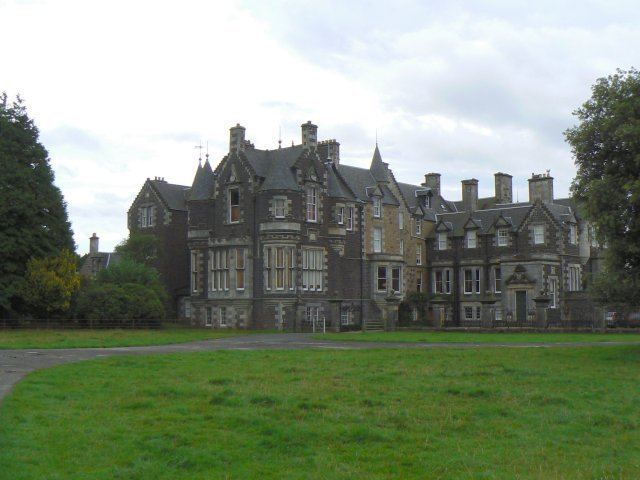
Balcarres House

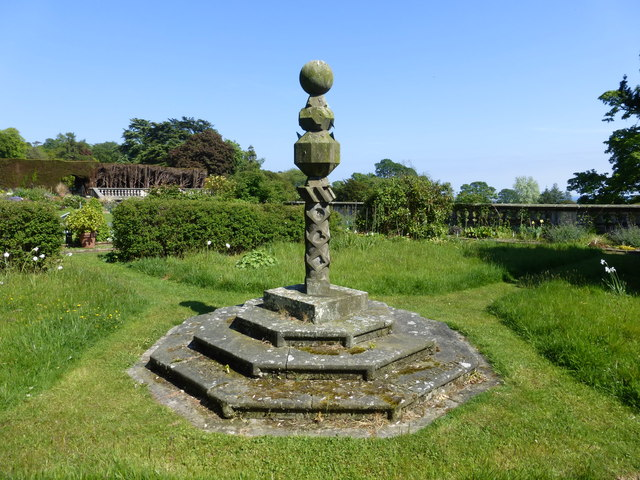
Sonnenuhr von Balcarres House

Balcarres House ist ein Herrenhaus nahe der schottischen Ortschaft Colinsburgh in der Council Area Fife. 1972 wurde das Bauwerk als Einzeldenkmal in die schottischen Denkmallisten in der höchsten Denkmalkategorie A aufgenommen. Das Gesamtanwesen ist im schottischen Register für Landschaftsgärten verzeichnet. In vier von sieben Kategorien wurde das höchste Prädikat „herausragend“ verliehen. Des Weiteren ist eine Sonnenuhr aus dem 17. Jahrhundert in den Gärten separat als Kategorie-A-Bauwerk klassifiziert.

## Geschichte
Im Jahre 1586 erwarb John Lindsay, Lord Menmuir verschiedene Ländereien in Fife, darunter auch Balcarres, und vereinte sie 1592 zu einer freien Baronie. Balcarres House entstand 1595 als Tower House als Hauptresidenz Lindsays. Hierbei wurden Fragmente eines 1511 von John Stirling of Keir erbauten Gebäudes inkorporiert. Das Anwesen wurde innerhalb der Familie vererbt. Alexander Lindsay wurde 1651 zum ersten Earl of Balcarres mit dem Stammsitz Balcarres House erhoben. Nach dem Glencairn-Aufstand flüchtete Lindsay ins französische Exil. Balcarres wurde beschlagnahmt und Lindsay nach seinem Tod im niederländischen Breda 1659 im Jahre 1668 auf dem Anwesen beigesetzt. Auch sein Sohn Charles Lindsay, 2. Earl of Balcarres verstarb im Exil.
Sein Bruder Colin Lindsay folgte als zehnjähriger Earl nach. Als Unterstützer Jakob VII. wurde er auf Edinburgh Castle festgesetzt. Nach seiner Entlassung 1693 siedelte Lindsay nach Utrecht über und kehrte erst 1700 verarmt nach Schottland zurück. Zwischenzeitlich ins Privy Council berufen, wurde er nach den Jakobitenaufständen 1715 nach Balcarres verbannt. Dort gründete er die Ortschaft Colinsburgh. Möglicherweise wurde die Grundlage der Parkanlage von Balcarres House zu dieser Zeit geschaffen.
Alexander Lindsay, 6. Earl of Balcarres veräußerte 1791 das Anwesen an seinen Bruder Robert, der sein Vermögen auf den Westindischen Inseln gemacht hatte. Um diese Zeit wurden Balcarres House durch einen Anbau im georgianischen Stil erweitert und diverse Außengebäude hinzugefügt. James Lindsay beauftragte den schottischen Architekten William Burn mit der Erweiterung von Balcarres House. Unter Coutts Lindsay fand zwischen 1863 und 1867 eine weitere Bauphase nach Entwürfen von David Bryce statt. 1886 erwarb James Lindsay, 26. Earl of Crawford Balcarres und führte das Anwesen somit wieder zur Familie der Earls of Balcarres zurück. Im Laufe des 20. Jahrhunderts wurden weitere Außengebäude ergänzt. Nachdem ein Brand Teile von Pitcorthie House, den Sitz Robert Lindsay, 29. Earl of Crawford zerstört hatte, ließ Lindsay in den Gärten ein weiteres Landhaus errichten.